# Geras (La Pola de Gordón)
Geras es una localidad española perteneciente al municipio de La Pola de Gordón, en la provincia de León y la comarca de la Montaña Central, en la comunidad autónoma de Castilla y León. 
Está situada sobre el río Casares, afluente del río Bernesga.
Los terrenos de Geras limitan con los de Casares de Arbas al norte, Viadangos de Arbas, Poladura de la Tercia, San Martín de la Tercia y Rodiezmo de la Tercia al noreste, Folledo al este, Paradilla de Gordón y Olleros de Alba al sureste, Cuevas de Viñayo y Piedrasecha al sur, Portilla de Luna, Sagüera de Luna y Los Barrios de Luna al suroeste, Mirantes de Luna, Miñera de Luna y Aralla de Luna al oeste y Caldas de Luna y Cubillas de Arbas al noroeste.
Perteneció al antiguo Concejo de Gordón.
La localidad es conocida por sus afamados embutidos, el chorizo de Geras y salazones, sobre todo la cecina.

## Monumentos
- Restos Arqueológicos en La Cueva Felicianayacimiento arqueológico de la II Edad de Hierro. Los utensilios de hierro y fragmentos de cerámica encontrados en esta cueva, datados en la II Edad de Hierro, sugieren una ocupación temprana de la zona. Estas piezas, incluyendo un cuchillo, una punta de lanza, un cincel y otros objetos, se conservan actualmente en el Museo de León.

- Lápida Sepulcral Altomedieval: Localizada en el pórtico de la iglesia de Geras, esta lápida con inscripciones sugiere una datación altomedieval y proporciona información valiosa sobre las prácticas funerarias de la época.

- Pila Bautismal en la Iglesia: Esta pila, de forma cilíndrica y casi un metro de diámetro, destaca por su sencillez y los adornos limitados a un cordón y dos cruces patadas.

- Ermita del Santo Cristo(Geras)|Iglesia del Santo Cristo]], iglesia del siglo XVIII. Una construcción del siglo XVIII antes de entrar en Geras. En sus parámetros exteriores hay una cartela con un Cristo crucificado y una figura dolorosa, acompañados de una inscripción que menciona indulgencias otorgadas en 1743.

- Iglesia Parroquial de San Pedro: Ubicada en el centro de la localidad, esta iglesia se caracteriza por su amplia planta con dos cuerpos grandes, un porche sostenido por tres columnas y una robusta espadaña de tres cuerpos con un frontón.[3]